# Jean-Pierre Papin
Jean-Pierre Papin, francoski nogometaš in trener, * 5. november 1963, Boulogne-sur-Mer, Francija.
Papin je leta 1991 dobil Zlato žogo ter naziv Evropski nogometaš leta.
Največje uspehe je Papin dosegel med tem, ko je igral za Olympique Marseille, torej med letoma 1986 in 1992. Kasneje je igral še za AC Milan, Bayern München, Bordeaux ter Guingamp. V karieri je zbral tudi 54 nastopov za francosko nogometno reprezentanco. Po zaključeni igralski karieri je nekaj časa deloval kot trener, nato pa leta 2008 pri 45 letih spet začel aktivno igrati nogomet pri amaterskem klubu AS Facture-Biganos Boïen.